# Iglesia de Santa Catalina (Llanfaes)
La iglesia de Santa Catalina es una iglesia anglicana perteneciente a la Iglesia de Gales, situada en el pueblo de Llanfaes, Anglesey, Gales.

## Historia
Los orígenes de la iglesia de Santa Catalina datan de la Edad Media. Sin embargo, la parte más antigua de la estructura actual es la torre oeste, que fue construida en 1811 por Thomas Bulkeley. La nave, el presbiterio, el porche y el chapitel fueron construidos en 1845 por arquitectos de Sheffield y la cámara del órgano fue añadida en 1890 por Henry Kennedy, un arquitecto de Bangor. Fue designada como edificio listado de grado II el 20 de febrero de 1978.